# Кен Саро-Віва
Кенуль «Кен» Бісон Саро-Віва (10 жовтня 1941 — 10 листопада 1995) — нігерійський письменник і громадський діяч. Кен Саро-Віва належав до народу огоні, етнічної меншини в Нігерії, чия батьківщина, Огоніленд, у дельті Нігеру, з 1950-х років стала об'єктом видобутку сирої нафти і зазнала надзвичайної шкоди довкіллю через десятиліття нерозбірливого скидання нафтових відходів.
Спочатку як речник, а потім як президент Руху за виживання народу огоні (MOSOP), Саро-Віва очолив ненасильницьку кампанію проти погіршення стану довкілля в Огоніленді внаслідок діяльності транснаціональних нафтових компаній, особливо компанії Royal Dutch Shell. Він критикував уряд Нігерії за його небажання забезпечити дотримання екологічних норм іноземними нафтовими компаніями, що працюють у цьому регіоні.
На піку своєї ненасильницької кампанії він був засуджений спеціальним військовим трибуналом за нібито організацію вбивства вождів племені огоні на проурядовому мітингу і повішений у 1995 році військовою диктатурою генерала Сані Абачі. Його страта викликала міжнародне обурення і призвела до призупинення членства Нігерії у Співдружності Націй на понад три роки.

## Біографія
Народився в Дельті Нігеру, в родині вождя племені Огоні. Сестра Кена згодом стала відомим у країні лікарем і правозахисником. Навчався в найстарішому в Нігерії Ібаданском університеті. Викладав, працював в адміністрації міста Бонні. Під час громадянської війни підтримав федеральний уряд. До військового і післявоєнного часу відноситься початок його роботи в літературі й на телебаченні.
Деякий час Саро-Віва обіймав посаду обласного уповноваженого за освітою, але вже тоді його хвилювало тяжке становище рідного племені Огоні та всемогутність іноземних нафтовидобувних компаній. На цьому ґрунті відбувся конфлікт з керівництвом, що призвів до відставки.
Основний період пропаганди ненасильницького опору знищенню природи та малих народів припав на період правління генерала Ібрагіма Бабангіда. Саро-Віва створив масову організацію MOSOP (Рух за виживання народу Огоні). 1992 року влада Бабангіда похитнулася, і письменник був незаконно заарештований за підготовку зриву виборів.
Не менш активно велася кампанія і проти диктатора Сані Абачи, що викликало ненависть уряду. Як вважають «зелені», Абача діяв у змові з компанією Shell. Почалися погроми.
Були вбиті четверо вождів, які підтримали Абачи — за однією з версій, це була провокація проти MOSOP, за іншою — частина Огоні була незадоволена результатами громадянської непокори, пропагованої Саро-Вівой, і вирішила перейти до насильницьких методів опору.
Так чи інакше, Саро-Віва і ще вісім осіб були арештовані за звинуваченнями в причетності до вбивств чотирьох вождів і засуджені до повішення. Суд проводилося з численними порушеннями. За звільнення Саро-Віви виступили Міжнародна амністія, США, ПАР, Велика Британія, Співдружність Націй.
У листопаді 1995 року вирок був приведений у виконання. За цим відбулося призупинення членства Нігерії в Співдружності, численні санкції. В 2006 у в Лондоні був відкритий пам'ятник Саро-Віве.
Родичі письменника тривалий час судилися з Shell з приводу його загибелі, у 2009 компанія погодилася виплатити понад 15 мільйонів доларів компенсації.
Син Саро-Віви — Кен Віва — відомий журналіст, радник президентів Олусегуна Обасанджо і Умару Яр-Адуа.

## Творчість
- Sozaboy: A Novel in Rotten English
- On a Darkling Plain
- The Singing Anthill
- A Month and a Day: A Detention Diary
- Mr B
- Basi and Company
- Prisoners of Jebs
- Nigeria: The Brink of Disaster
- Genocide in Nigeria

## Нагороди та звання
- Віцепрезидент UNPO (1993—1995)
- Премія Голдмана (1995)